# Rãnh Nhật Bản
Rãnh Nhật Bản (日本海溝 Nihonkai-mizo) là một rãnh đại dương, một phần của vành đai núi lửa Thái Bình Dương, trên phần đáy phía bắc của Thái Bình Dương ngoài bờ biển phía đông bắc Nhật Bản. Nó kéo dài từ quần đảo Kuril tới quần đảo Bonin và có độ sâu lớn nhất là 9.000 m (30.000 ft). 

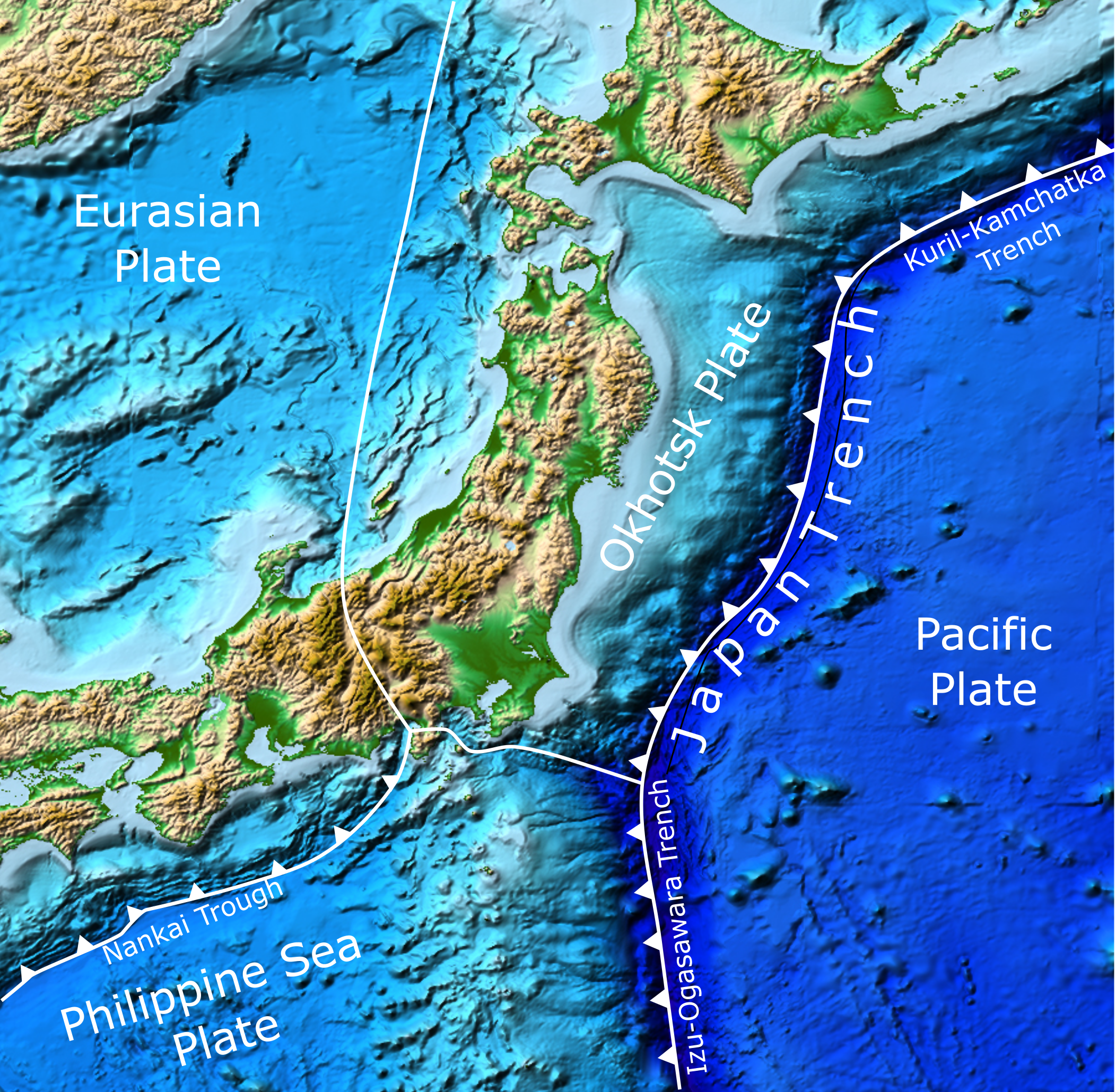
Bản đồ rãnh Nhật Bản

Vào ngày 11 tháng 8 năm 1989 tàu ngầm Shinkai 6500 có sức chứa 3 người đã lặn tới độ sâu 6.526 m (21.414 ft) trong khi thám hiểm rãnh Nhật Bản.